# إينا (مترو باريس)
إينا (بالفرنسية: Iéna)‏ هي محطة مترو تابعة لمترو باريس تقع في فرنسا في الدائرة السادسة عشرة في باريس.[بحاجة لمصدر]